# Prajapati

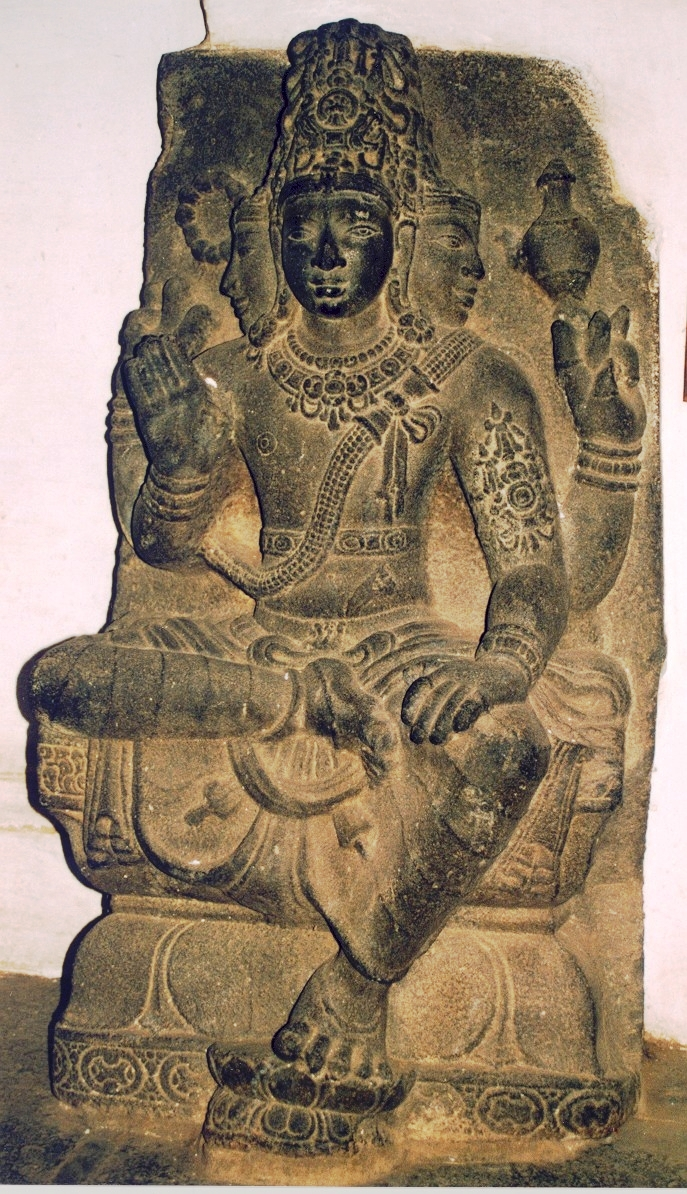
Prajapati, une forme de Brahma, avec les mêmes caractéristiques iconographiques que possède Brahma, dans une sculpture du Tamil Nadu.

Prajapati (sanskrit IAST : prajāpati ; devanagari : प्रजापति ; « Père ou Seigneur des créatures ; démiurge, géniteur ») est une divinité védique de l'hindouisme.
Dans la mythologie hindoue, le mot qualifie généralement le dieu créateur, père des devas, les dieux, et des asuras, les démons. C'est l'un des dix géniteurs, esprits issus de Brahmā (ou créés par Manu-Svāyaṃbhuva) pour peupler le monde. Il commit l'inceste primordial avec sa fille Uṣas « la Brillante », personnifiant l'Aurore,.
Dans le sâmkhya, école de la philosophie indienne, il est le régent (niyantṛ) de la faculté de reproduction (upastha).
Prajapati est aussi le Cosmos (Purusha) démembré dans les cinq directions de l'espace. 
Ce terme, sous un emploi générique, peut également s'appliquer à Agni et d'autres dieux dans leurs fonctions créatrices.
Au pluriel, le terme prajapatis peut être utilisé pour parler des enfants ou des ancêtres de Brahmā, les créateurs de tout ce qui existe. On en dénombre selon les textes 21, 10, ou 7, identiques aux 7 rishis (saptarṣi).
Ils sont nés après les vaidhātra issus de Brahma, dont l'un se nomme Sanat Kumara.

## Véda

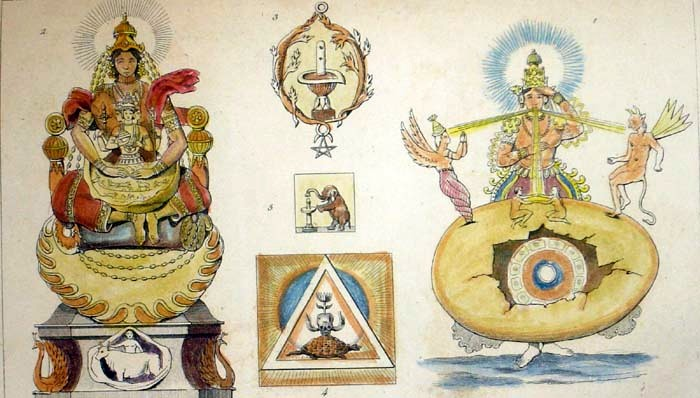
Tentative pour décrire les activités créatrices de Prajāpati, gravure indienne de 1850.

Les commentateurs védiques l'identifient aussi avec le créateur mentionné dans le Nasadiya Sukta où il est écrit : 

« Au commencement, il n’y avait ni Être ni Non-Être, ni ciel, ni terre, ni rien qui soit au-dessus et en dessous. Qu’est-ce qui existait ? Pour qui ? Y avait-il de l’eau ? La mort, l’immortalité ? La nuit, le jour ? Quelles que soient les choses qui existaient, il y avait l’Un, l’Un primordial auto-créé, autosuffisant, par sa propre chaleur, ignorant de lui-même jusqu’à ce qu’il désire se connaître lui-même. Ce désir est la première graine de conscience, disent les présages. Liant le Non-Être avec l’Être. Qu’est-ce qui était au-dessus et qu’est-ce qui était en bas ? La graine ou la terre ? Qui sait ? Qui sait réellement ? Même les dieux vinrent plus tard. Peut-être que seuls les êtres originels savent. Peut-être que non. »

### Théosophie
Pour les théosophes (Helena Blavatsky), les Prajapatis sont les Progéniteurs : « les donneurs de vie pour tout ce qui existe sur cette Terre. Ils sont sept et puis dix – correspondant aux sept et dix sephiroth de la Cabbale. »